# Kärrsilja
Kärrsilja eller mossrot (Peucedanum palustre) är en växtart i familjen flockblommiga växter. Kärrsilja är en mörkgrön kärrväxt, som blommar mot slutet av sommaren. Bladflikarnas spetsar är bruna.
Kärrsiljan är omkring en meter hög och förekommer allmänt på kärrängar och stränder i så gott som hela Sverige och Finland. I Norge förekommer den endast söder om fjällen. I övrigt är den inhemsk i nästan hela Europa.
Den fleråriga roten sägs ha en skarp smak som gett växten namnet "svensk ingefära".

## Synonymer
Enligt Plants of the World Online:
Homotypiska synonymer
- Calestania palustris (L.) Koso-Pol.
- Cnidium palustre (L.) Rchb.
- Selinum palustre L.
- Thyselium palustre (L.) Raf.
- Thysselinum palustre (L.) Hoffm.

Heterotypiska synonymer
- Athamanta flexuosa Juss. ex DC.
- Athamanta pisana Savi
- Callisace schiwerekii (Besser) Hoffm.
- Laserpitium simplex Boeber
- Libanotis annua F.H.Wigg.
- Oreoselis pisana (Savi) Raf.
- Peucedanum crouanorum Boreau ex Nyman
- Peucedanum idanense Gand.
- Peucedanum palustre var. angustifolia (Rchb.) Rouy & E.G.Camus
- Peucedanum palustre var. filifolium Brenner
- Peucedanum palustre var. slinifolium Brenner
- Peucedanum schiwerekii (Besser) Eichw.
- Peucedanum sylvestre (L.) DC.
- Selinum cantabrigense Fisch. ex DC.
- Selinum intermedium Besser
- Selinum lactescens Gilib.
- Selinum plinii (Spreng.) Paxton
- Selinum schiwerekii Besser
- Selinum sublactescens Gilib.
- Selinum sylvestre L.
- Selinum tysselinum Crantz
- Sium virens Steud.
- Thysselinum angustifolium Rchb.
- Thysselinum crouanorum Boreau
- Thysselinum palustre var. macropterum Rupr.
- Thysselinum palustre var. sylvestre (L.) Klett & Richt.
- Thysselinum plinii Spreng.
- Thysselinum schiwerekii (Besser) Besser
- Thysselinum sylvestre (L.) Hoffm.